# Vasif Biçaku
Vasif Dervish Biçaku (ur. 22 marca 1922 w Tiranie, zm. 23 września 1979) – albański piłkarz i trener piłkarski, w latach 1946–1950 reprezentant Albanii.

## Życie prywatne
Był żonaty z Suzaną Biçaku.